# Acantholochus nasus
Acantholochus nasus – gatunek widłonoga z rodziny Bomolochidae. Nazwa naukowa tego gatunku skorupiaków została opublikowana w 1984 roku przez amerykańskiego biologa R.F. Cresseya.